# Bell P-63

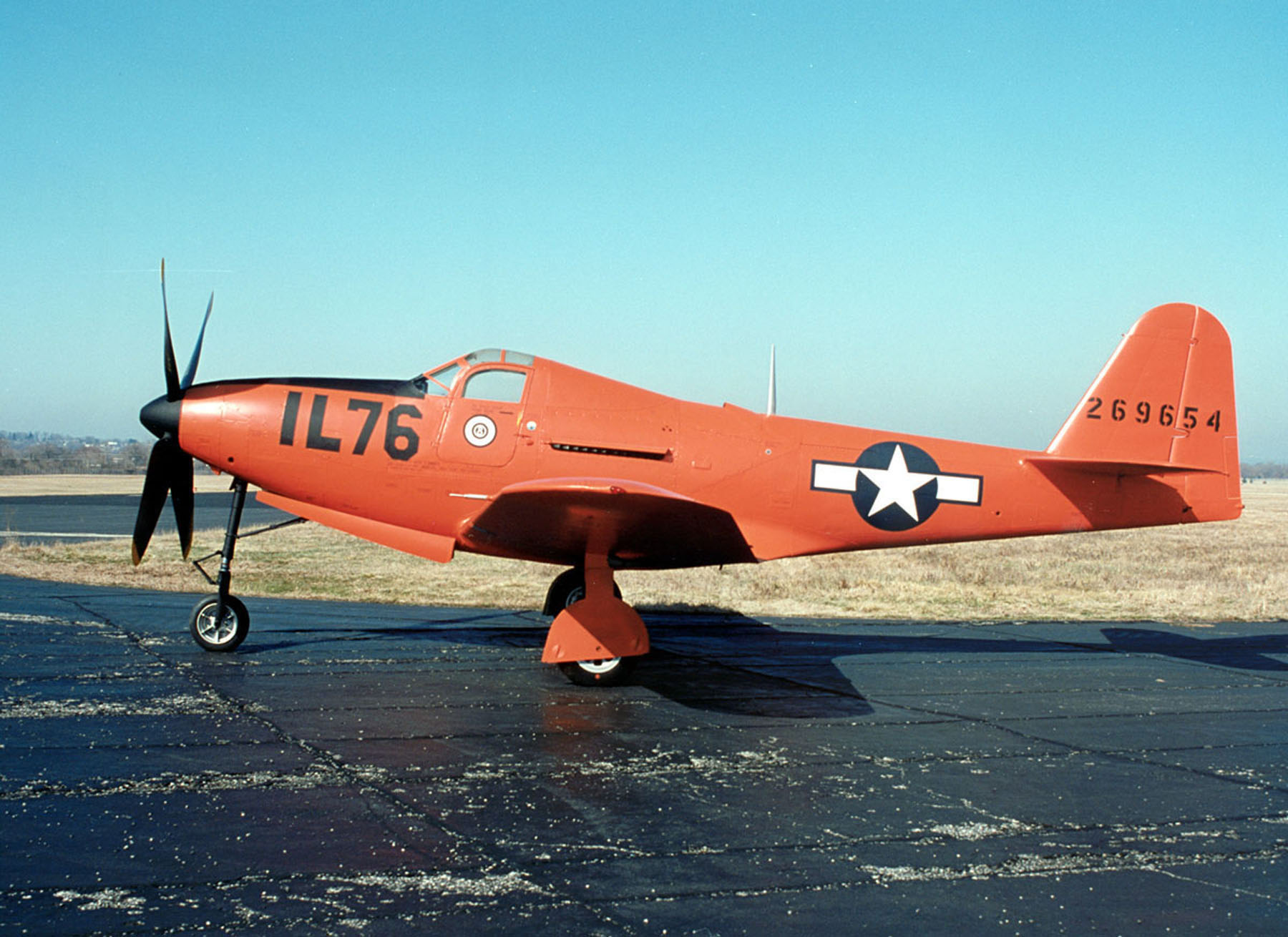
Bell P-63E-1-BE mit der Seriennummer 43-11728 in den Farben einer RP-63A

Die Bell P-63 Kingcobra war ein US-amerikanisches Jagdflugzeug aus der Zeit des Zweiten Weltkriegs. Anfangs als P-39E bezeichnet, erfolgte zuerst eine Änderung auf XP-76, bevor die endgültige Benennung P-63 festgelegt wurde.

## Konstruktion
Die Auslegung des Musters war ähnlich der Bell P-39 Airacobra: Ganzmetalltiefdecker mit Bugradfahrwerk, Allison-Triebwerk hinter der Pilotenkabine, das über eine Fernwelle den Propeller antrieb. Die Hauptunterschiede zur Airacobra waren das Laminarprofil der Flügel und der Vierblattpropeller.

## Produktion
Abnahme der P-63 durch die USAAF:
| Hersteller | 1943 | 1944 | 1945 | 1946 | SUMME |
| ---------- | ---- | ---- | ---- | ---- | ----- |
| XP-63      | 2    |      |      |      | 2     |
| XP-63A     | 1    |      |      |      | 1     |
| P-63A      | 28   | 1697 |      |      | 1725  |
| RP-63A     |      | 89   | 11   |      | 100   |
| P-63C      |      |      | 1227 |      | 1227  |
| RP-63C     |      |      | 200  |      | 200   |
| P-63D      |      |      | 1    |      | 1     |
| P-63E      |      |      | 13   |      | 13    |
| P-63F      |      |      | 2    |      | 2     |
| P-63G      |      |      | 21   | 11   | 32    |
|            | 31   | 1786 | 1475 | 11   | 3303  |

## Nutzung
Als Nachfolger der P-39 Airacobra geplant, wurde das Muster aber von der USAAF nicht an der Front eingesetzt. Insgesamt wurden 3303 Maschinen hergestellt und größtenteils im Zuge des Pacht-und-Leih-Abkommens an die sowjetischen und die Freien Französischen Luftstreitkräfte ausgeliefert.
Es ist umstritten, ob die sowjetischen Maschinen noch gegen das Deutsche Reich zum Einsatz kamen. Sicher ist der Einsatz gegen Japan im August 1945. Dabei schossen Kingcobra-Piloten mehrere japanische Jagdflugzeuge ab – die einzigen bestätigten Abschüsse dieses Typs.
Die Franzosen setzten ihre Maschinen bis 1951 in Indochina ein. Dort bewährten sich die Flugzeuge als Jagdbomber, aber auch mit ihnen konnte die französische Niederlage nicht abgewendet werden.
Die sowjetischen Kingcobras wurden um 1948 ausgemustert, jedoch wurde dem Typ von der NATO der NATO-Codename Fred zugeteilt.
Eine Zieldarstellungsversion war bemannt und leuchtend orange lackiert. Während auf das Flugzeug mit spezieller (beim Aufprall zerlegender) Graphit- oder Bleimunition geschossen wurde, schützte den Piloten eine 680 kg schwere Duralumin-Hülle. Die Treffer wurden durch farbige Lichter außen am Flugzeug angezeigt. Dies brachte der Maschine den Namen „Pinball“ ein, da die Lichter an einen Flipperautomaten erinnerten.

## Nutzer
Frankreich
- Zwischen Sommer 1945 und 1951 bediente die Armée de l’air et de l’espace 300 P-63C aus ehemals amerikanischen Beständen.[2]

 Honduras
- Im Zuge der Unterzeichnung des Pakts von Rio wurden fünf P-63E an die Fuerza Aérea Hondureña geliefert. In den frühen 1960er-Jahren wurden vier der Flugzeuge an die USA zurückgegeben, eine verblieb in Honduras und ist heute in der Nähe des Flughafens Tegucigalpa ausgestellt.[2][3]

 Sowjetunion
- Die Luftstreitkräfte der Sowjetunion erhielten im Rahmen des Pacht-und-Leih-Abkommens 2421 P-63A und P-63C, die möglicherweise noch bis in die 1950er-Jahre genutzt wurden.[4][5]

 Vereinigte Staaten
- United States Army Air Forces

 Vereinigtes Königreich
- 1944 wurden zwei P-63A (P-63A-6-BE s/n 42-68937 und P-63A-9-BE s/n 42-69423), bezeichnet als Kingcobra Mk.I, zur Evaluierung an das Royal Aircraft Establishment übergeben. Erstere wurde nach einem Landeunfall im Juli 1944 ausgemustert, während Zweitere bis 1949 in den Händen des RAE verblieb, dann allerdings ebenfalls verschrottet wurde.[4][6]

## Zwischenfälle

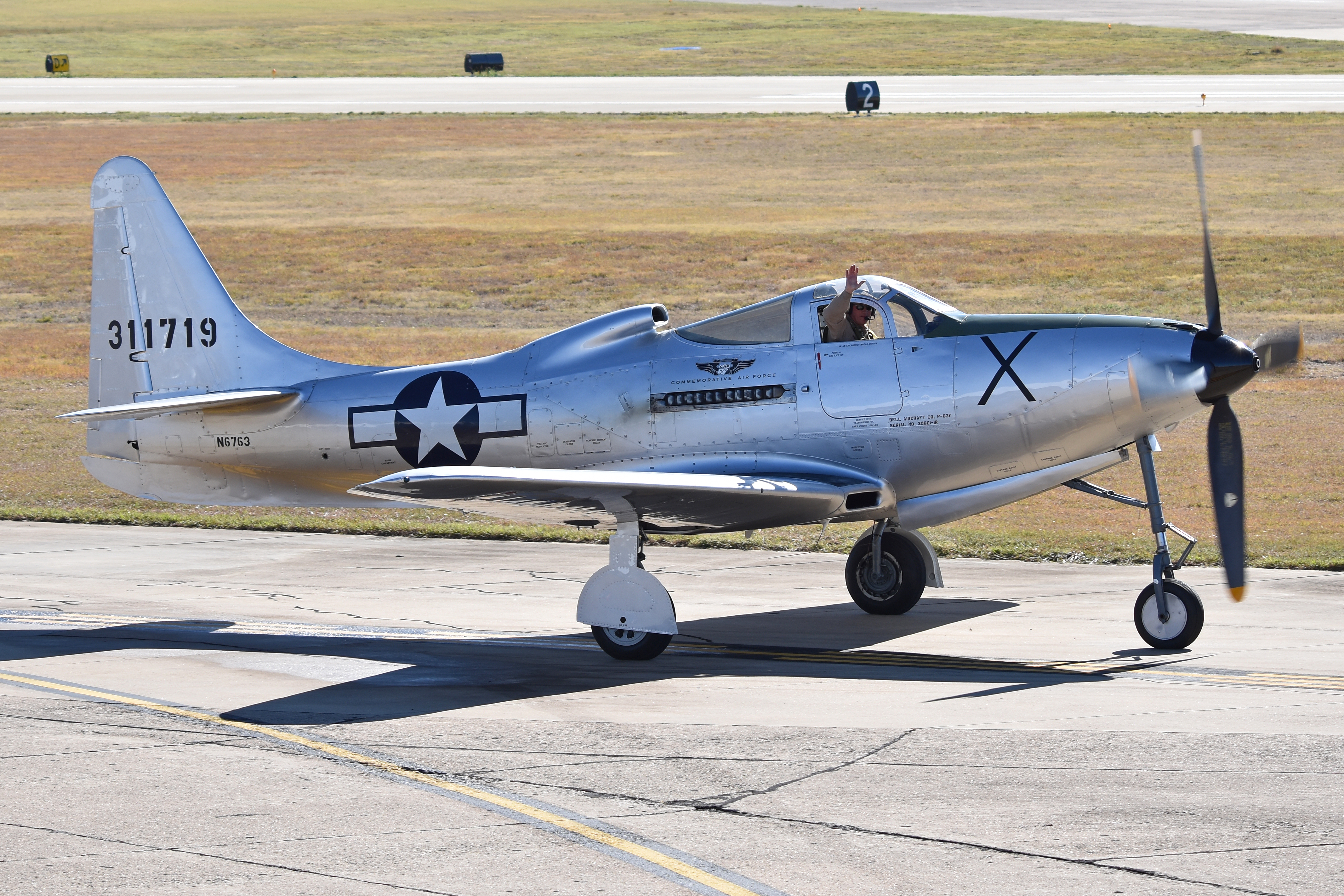
P-63F-1 Kingcobra mit dem zivilen Luftfahrzeugkennzeichen N6763 und der originalen militärischen Seriennummer 43-11719

Am 12. November 2022 kollidierte eine P-63F der Commemorative Air Force während der Flugschau „Wings Over Texas“ auf dem Dallas Executive Airport im Rahmen des Veterans Day in Dallas mit einer Boeing B-17G Flying Fortress. Der Einschlag der P-63 durchtrennte den Rumpf der B-17 direkt hinter den Tragflächen. Beide Flugzeuge stürzten zu Boden; Feuer brachen aus. Bei dem Unfall kamen der Pilot der P-63F-1 Kingcobra mit dem Kennzeichen N6763 sowie fünf Personen an Bord der Boeing B-17G-95-DL mit dem Namen „Texas Raiders“ und dem Kennzeichen N7227C ums Leben.

## Technische Daten
| Kenngröße             | Daten der Bell P-63E Kingcobra                   |
| --------------------- | ------------------------------------------------ |
| Besatzung             | 1                                                |
| Länge                 | 9,96 m                                           |
| Spannweite            | 11,68 m                                          |
| Höchstgeschwindigkeit | 410 mph (ca. 660 km/h) in 25.000 ft (ca. 7600 m) |
| Dienstgipfelhöhe      | 43.000 ft (ca. 13.100 m)                         |
| Reichweite            | 450 mi (ca. 720 km)                              |
| Triebwerk             | Ein Allison V-1710-109 mit 1425 PS (ca. 1050 kW) |